# Santuario della Madonna del Divino Amore
Het Santuario della Madonna del Divino Amore (Nederlands: Heiligdom van Onze-Lieve-Vrouw van de Goddelijke Liefde) is een heiligdom in Rome in de wijk Castel Leva. Het is een populair Romeins bedevaartsoord dat bestaat uit twee kerken: een oude kerk die gebouwd werd in 1745 en een nieuwe kerk die aan het heiligdom werd toegevoegd in 1999. De kerken zijn de thuisbasis van de parochie van de Santa Maria del Divino Amore a Castel di Leva. Deze parochie werd op 1 december 1932 gesticht door de kardinaal-vicaris van Rome, Francesco Marchetti Selvaggiani.
De geschiedenis van het heiligdom gaat terug tot het jaar 1740. Toen klopte een pelgrim - die onderweg naar de Sint-Pieter was verdwaald - aan bij de toegangspoot van Castel Leva om daar de weg te vragen. Op datzelfde moment werd hij aangevallen door een groep uitzinnige honden. Door interventie van de Maagd Maria, zou voorkomen zijn dat de pelgrim werd verscheurd. Op het moment namelijk dat de honden hem wilden grijpen, riep de pelgrim een beeltenis van de Maagd, die op de toren van de ruïne van Castel Leva was aangebracht, aan. De honden keken ook op en vluchtten weg. De naam van de pelgrim is onbekend, maar de geschiedenis trok al snel allerlei pelgrims aan. In 1745 gaf paus Benedictus XIV opdracht tot de bouw van een kerk op de plaats van het wonder. Deze kerk werd gebouwd door Filippo Raguzzini. De beeltenis van Maria werd sindsdien daar bewaard. Paus Benedictus gaf een volle aflaat aan pelgrims die het heiligdom bezochten, waardoor het een nog populairder bedevaartsoord werd.
Tijdens de Tweede Wereldoorlog werd het heiligdom getroffen door een bombardement. De beeltenis van Maria werd vervolgens overgebracht naar Rome, waar ze eerst te zien was in de San Lorenzo in Lucina en later in de Sant'Ignazio di Loyola in Campo Marzio. Paus Pius XII riep in het voorjaar van 1944 alle Romeinen op bij de beeltenis te bidden voor het behoud van de stad. Nadat de stad behouden bleef, riep Pius - tijdens een bezoek aan het heiligdom - Onze-Lieve Vrouwe van de Goddelijke Liefde uit tot Verlosseres van de Stad Rome. De populariteit van het heiligdom wordt onderstreept door het feit dat overal in de stad Rome aediculae te zien zijn met de beeltenis van de Madonna van de Goddelijke Liefde.
In de jaren negentig van de twintigste eeuw besloot paus Johannes Paulus II een nieuwe kerk te bouwen bij het heiligdom, om de steeds groter wordende groepen pelgrims te kunnen herbergen. In het nieuwe gebouw wordt de beeltenis sindsdien bewaard. Voorafgaand aan het Jubeljaar 2000 verving Johannes Paulus II de Sint-Sebastiaan buiten de Muren, door dit heiligdom in de lijst van zeven pelgrimskerken van Rome. Niettemin blijven de meeste pelgrims de voorkeur geven aan de oorspronkelijke zeven kerken.

## Titeldiakonie
De Santa Maria del Divino Amore a Castel di Leva werd op 28 november 2020 aangewezen als titeldiakonie. De volgende kardinalen zijn als titularis van deze kerk benoemd:
- 2020-heden: Enrico Feroci